# Praktfingersvamp
Praktfingersvamp (Ramaria subbotrytis) är en svampart som först beskrevs av Coker, och fick sitt nu gällande namn av Corner 1950. Enligt Catalogue of Life ingår Praktfingersvamp i släktet Ramaria,  och familjen Gomphaceae, men enligt Dyntaxa är tillhörigheten istället släktet Ramaria,  och familjen Ramariaceae. Arten är reproducerande i Sverige. Inga underarter finns listade.

## Källor

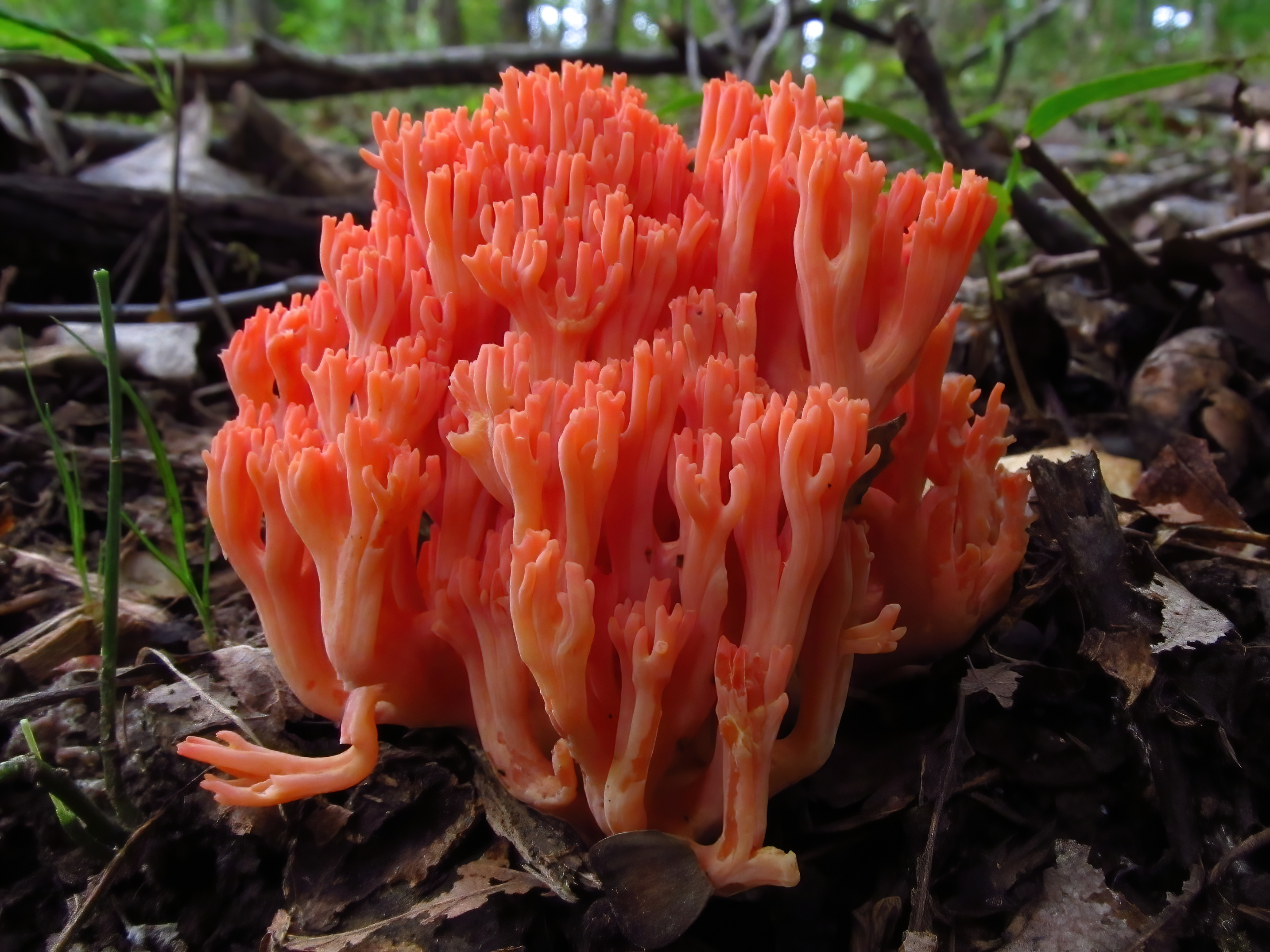
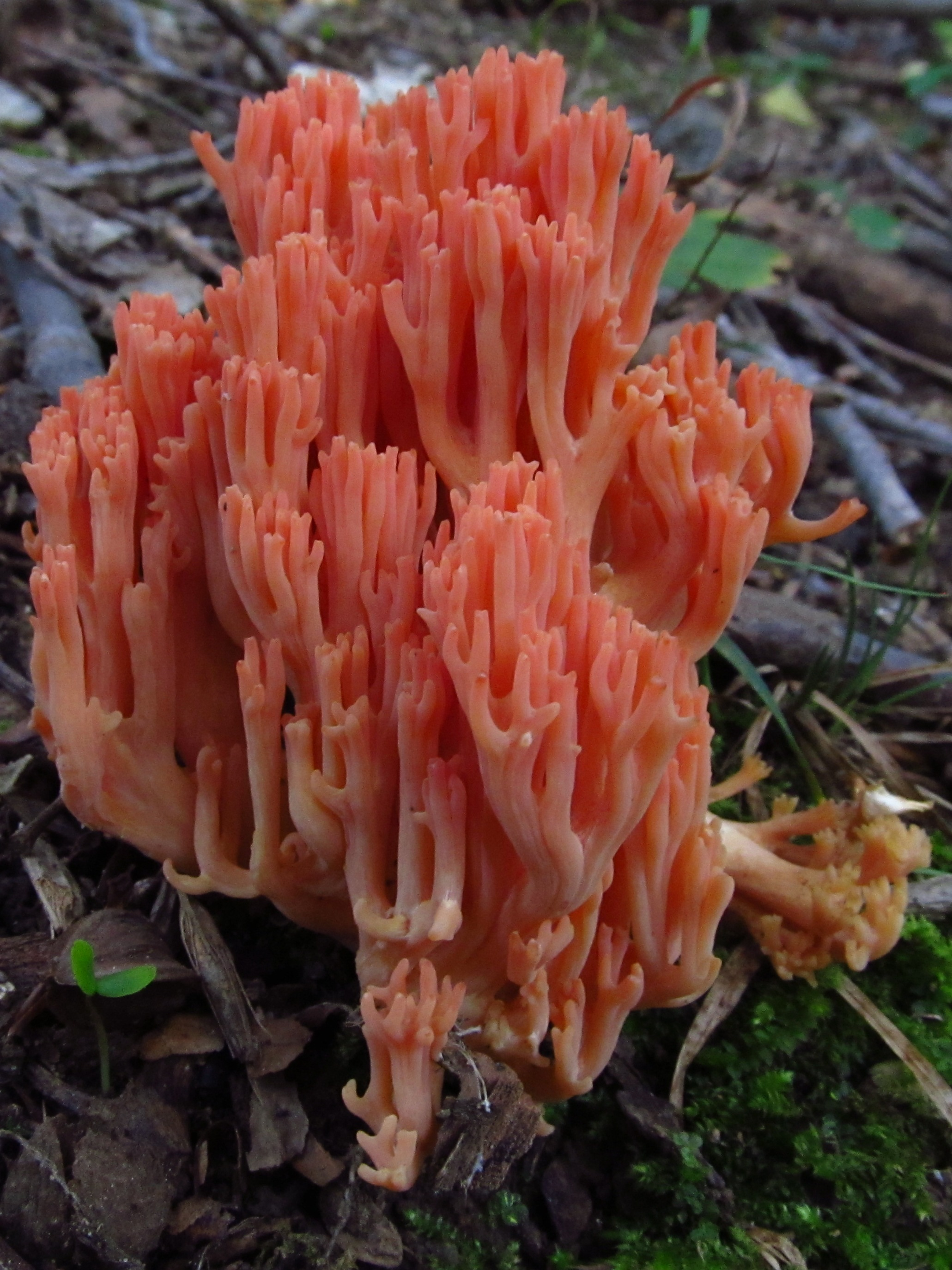